# Cătălin Fercu
Cătălin Fercu (n. 5 septembrie 1986, Brașov) este un jucător de rugby în XV profesionist român. Evoluează ca fundaș (fullback).

## Carieră
S-a apucat de rugby la vârsta de 8 ani în orașul natal Brașov. Și-a început cariera de seniori la Metrorex de aici s-a transferat la Contor Zenner Arad apoi a urmat Steaua București.  A jucat multă vreme pentru RCM Timișoara, câștigând titlul național în 2012 și 2013. A fost numit cel mai bun jucător de rugby din România în 2013. În sezonul 2013-2014 a fost remarcat în timpul unui meci amical dintre Timișoara și clubul englez Saracens, când a marcat patru eseuri. În sfârșitul sezonului a semnat cu acest club. Astfel a devenit singurul jucător de rugby român care evoluează în Premiership, liga engleză de elită.
A fost căpitanul lotului național de juniori în 2005. În același an, și-a făcut debutul la lotul de seniori la vârsta de 19 ani, într-un meci amical cu Canadei în noiembrie 2005. A participat la Cupa Mondială de Rugby din 2007, fiind titular în trei din patru meciuri de faza grupelor. Nu a vrut să plece la ediția din 2011 în Noua-Zeelandă și Australia din cauza temei de zbor. După acest refuz a fost suspendat până la finalul anului de Federația Română de Rugby și a fost interzis la lotul național. A fost convocat din nou în mai 2012 pentru Cupa Națiunilor IRB, unde a jucat un rol de prim plan, ajutând echipa să-și păstreze titlul.
De-a lungul carierei a strâns 82 de selecții pentru „Stejarii”. A marcat 143 de puncte, inclusiv 28 de eseuri, egalând recordul României deținut de Gabriel Brezoianu.

## Legături externe
- en  Statistice internaționale pe ESPN Scrum